# 粗脉石仙桃
粗脉石仙桃（学名：Pholidota bracteata）为兰科石仙桃属下的一个种。